# Пано Арнаудов
Пано Хаджи Арнаудов, наричан Хаджията, е български революционер, битолски районен войвода на Вътрешна македоно-одринска революционна организация.

## Биография
Пано Арнаудов е роден през 1877 година във велешкото село Ораовец, тогава в Османската империя. Влиза във ВМОРО. През 1904 година е четник при Иван Наумов Алябака във Велешко. В началото на 1907 година е помощник войвода на Тане Николов в Прилепско и обикаля в чета заедно с войводата Иван Смичков и чета от 20 души. От края на 1907 година е войвода на Гяваткол, Битолско, а през 1908 година действа във Велешко. Секретар на четата му е Христо Петров от Копривщица.